# کارولتون (آلاباما)

محل آلاباما در آمریکا

محل شهر در آلاباما.

کارولتون شهری واقع در ایالت آلاباما، از ایالات کشور آمریکا است.

## مکان
کارولتون در موقعیت ‎ ۳۳°۱۵’ ۳۹’’ N ۸۸°۵’ ۴۰’’ V (‏۳۳٬۲۶۰۸۵۸; ‑۸۸٬۰۹۴۴۵۲‏)‎ قرار دارد. با توجه به اطلاعات اداره آمار آمریکا مساحت آن در حدود ۵٬۴km² است.

## مردم‌شناسی
با توجه به آمار سال ۲۰۰۰ جمعیت آن ۹۸۷ نفر، ۳۸۴ خانواده در آن ساکن هستند. تعداد ۴۳۷ واحد خانه در هر مساحت تقریبی (۸۱٬۹akm²) قرار دارد. ۲۹٬۴٪ درصد از خانواده‌های فرزند زیر ۱۸ سال داشتند که از این تعداد ۴۰٬۱٪ درصد زوج بوده و ۲۸٬۹٪ درصد زنان بدون شوهر و ۲۷٬۳٪ درصد نیز غیر خانواده بودند. متوسط درآمد یک خانواده در حدود US$۲۹۶۱۲ است و زنان درآمد متوسط US$۳۰۸۳۳ و مردان درآمد متوسط US$۱۸۳۳۳ به‌دست می‌آورند.